# Parcul din Bileaiivka
Parcul „Nistru” din Bileaiivka (în ucraineană Парк Дністер, Біляївка) este un parc și monument al naturii de tip peisagistic de importanță locală din raionul Odesa, regiunea Odesa (Ucraina), situat în orașul Bileaiivka. 
Suprafața ariei protejate constituie 10 hectare, fiind creată în anul 1973 prin decizia autorităților sovietice. Parcul propriu-zis a fost plantat în anii 1920. La intrarea în parc se află o fântână (care nu funcționează).
Parcul are un monument-obelisc în onoarea a 73 de muncitori ai stației de alimentare cu apă din Nistru care au murit pe fronturile celui de-al doilea război mondial, ridicat în 1968. Aici sunt copaci bătrâni, precum și copaci plantați recent; în 2016, aici au fost plantați mai mulți copaci tineri aparținând speciei Catalpa bignonia. Pe teritoriul parcului există un centru de informații și vizite turistice pe râul Nistru și un muzeu al stației de apă, care alimentează orașul Odesa.
Parcul Nistru se învecinează cu Parcul Național Nistru de Jos.